# Жори
Жори (пољ. Żory) је град у Пољској у Војводству Шлеском у Повјату Жори. Према попису становништва из 2011. у граду је живело 62.094 становника.

## Становништво
Према прелиминарним подацима са пописа, у граду је 2011. живело 62.094 становника.
| 2002.  | 2011.  | 2012.  |
| ------ | ------ | ------ |
| 63.461 | 62.094 | 62.052 |

## Партнерски градови
- Монсо ле Мен
- Камп-Линтфорт
- Мезокевезд
- Pasvalys